# Банка Израела
31° 46′ 53″ N 35° 12′ 04″ E / 31.78139° С; 35.20111° И
Банка Израела (хебрејски: בנק ישראל) је централна банка Израела. Налази се у Јерусалиму, са представништвом у Тел Авиву. Садашњи гувернер је Стенли Фишер.